# Kenny Hibbitt
Kenneth „Kenny“ Hibbitt (* 3. Januar 1951 in Bradford) ist ein ehemaliger englischer Fußballspieler. Der offensive Mittelfeldspieler und zweifache Ligapokalsieger war zwischen 1968 und 1984 bei den Wolverhampton Wanderers aktiv und hat hinter Derek Parkin die zweitmeisten Pflichtspiele für die „Wolves“ absolviert.

## Sportliche Laufbahn
Hibbitt spielte zunächst in seiner Heimatstadt für Bradford Park Avenue, bevor ihn Ronnie Allen im November 1968 für 5.000 Pfund zu den Wolverhampton Wanderers holte. Unter dem neuen Trainer Bill McGarry, der unmittelbar nach Hibbitts Verpflichtung Allens Stelle einnahm, kam er am 12. April 1969 bei der 0:1-Heimniederlage gegen den Lokalrivalen West Bromwich Albion als Einwechselspieler zu seinem Debüt. Erst am 12. September 1970 folgte der zweite Einsatz; dort gelang ihm beim 2:2 gegen den FC Chelsea auch sein erstes Tor.
In der Spielzeit 1970/71 eroberte er sich auf der zentralen Mittelfeldposition einen Stammplatz und war maßgeblich am Gewinn des Texaco Cups beteiligt. Zudem stand er ein Jahr später im Endspiel des UEFA-Pokals und unterlag Tottenham Hotspur nur knapp. Nach weiteren Teilerfolgen 1973 mit den jeweiligen Halbfinalteilnahmen im FA Cup und Ligapokal gewann Hibbitt ein Jahr später den zuletzt genannten Pokal und damit die erste „Major Trophy“ in seiner Karriere. Dazu besiegte er mit seinen Mannen im Wembley-Stadion Endspielgegner Manchester City mit 2:1 Toren und erzielte kurz vor Ende der ersten Halbzeit den ersten Treffer des Spieles selbst. Diesen Erfolg wiederholte er sechs Jahre später an gleicher Stätte, als die Wolves im Ligapokalfinale 1980 Nottingham Forest mit 1:0 schlugen. Die guten Resultate in den Pokalwettbewerben wurden aber auch von zwei Abstiegen aus der First Division begleitet. Gelang direkt nach den ersten beiden Gängen in die Zweitklassigkeit 1976 und 1982 noch der direkte Wiederaufstieg im jeweils darauf folgenden Jahr, war der Abstieg 1984 – Hibbitts letzter Saison in Wolverhampton – die Einleitung einer sportlichen Talfahrt in Wolverhampton. Insgesamt gelangen Hibbitt 114 Tore in 574 Pflichtspieleinsätzen, bevor es ihn ablösefrei zu Coventry City zog, womit er seinen persönlichen Verbleib in der obersten englischen Spielklasse sicherstellte. Nennenswert in seiner Zeit bei den Wolverhampton Wanderers war, dass Hibbitt unter sechs verschiedenen Trainern spielte und in den Erstligapartien häufig seinem Bruder Terry gegenüberstand, der für Leeds United, Newcastle United und Birmingham City im Mittelfeld häufig sein direkter Gegenspieler war. Im Jahr 1982 absolvierte er zudem einige Partien für die Seattle Sounders in der nordamerikanischen NASL.
Hibbitt verbrachte zwei Spielzeiten bei den „Himmelblauen“ in Coventry, bevor er 1986 zu den Bristol Rovers wechselte, um in der dritten Liga seine Karriere ausklingen zu lassen. Verantwortlich für das Ende seiner Laufbahn war dann aber im Februar 1988 ein Beinbruch. Er blieb dem Verein weiter treu und arbeitete fortan als Assistent unter Gerry Francis. Gemeinsam errangen die Bristol Rovers 1990 die Drittligameisterschaft und den Aufstieg in die Zweitklassigkeit. Aufgrund dieses Erfolgs nahm ihn der Viertligist FC Walsall als Cheftrainer unter Vertrag. In den vier Jahren führte er die „Saddlers“ 1994 in die Play-off-Spiele zum Aufstieg in die Drittklassigkeit und wechselte im Sommer 1995 als Nachfolger von Eddy Gray zum walisischen Klub Cardiff City, der in der dritten englischen Liga spielte, die nach der Einführung der Premier League der Namen Second Division trug. Nur ein Jahr übernahm er die Position des Sportdirektors und wurde selbst von Phil Neal beerbt. Neals Amtszeit dauerte jedoch nur wenige Monate an und so übernahm Hibbitt auf Interimsbasis die sportliche Leitung, bevor mit Russell Osman ein dauerhafter Nachfolger gefunden wurde. Als dieser im Februar 1998 entlassen wurde, diente Hibbitt ein weiteres Mal als Übergangslösung. Diese fand mit der Verpflichtung von Frank Burrows ein Ende, der in der Folgezeit Hibbitts Wirkungsgrad einschränkte; nach dem Ende der Saison 1997/98 verließ Hibbitt den Verein.
Ein kurzzeitiges Comeback feierte Hibbitt als Trainer bei dem Amateurklub Hednesford Town im September 2001. Dort gelang ihm nach einem schlechten Saisonstart zwar der Klassenerhalt, der jedoch nicht zur Fortführung seines Engagements ausreichte. Heute arbeitet er für die Premier League als Schiedsrichterbeobachter.

## Erfolge
- Englischer Ligapokalsieger: 1974, 1980
- Texaco-Cup-Gewinner: 1971